# Aston Villa Football Club 1990-1991
Questa voce raccoglie le informazioni riguardanti l'Aston Villa Football Club nelle competizioni ufficiali della stagione 1990-1991.

## Stagione
L'inizio del campionato 1990-91 fu caratterizzato dall'arrivo sulla panchina dell'Aston Villa dell'ex commissario tecnico della Cecoslovacchia Jozef Vengloš, primo allenatore straniero nella storia della First Division. Pur presentandosi con una formazione sostanzialmente invariata rispetto a quella che l'anno precedente aveva lottato per la vittoria del campionato, l'Aston Villa si piazzò solo diciassettesima, due posizioni sopra la zona retrocessione. Scarse furono anche le prestazioni in FA Cup, dove l'Aston Villa venne immediatamente eliminato dal Wimbledon FC mentre in Coppa di Lega la squadra giunse sino ai quarti di finale, dove uscì in seguito a una netta sconfitta contro il Leeds Utd.
A contribuire a questo risultato negativo fu soprattutto il contraccolpo provocato dall'eliminazione della squadra dalla Coppa UEFA, avvenuta ai sedicesimi di finale per mano dell'Inter che rimontò la vittoria dei Villans per 2-0 al Villa Park con un 3-0 a San Siro.

## Rosa
| N. |                           | Ruolo | Calciatore       |
| -- | ------------------------- | ----- | ---------------- |
|    | Inghilterra (bandiera)    | P     | Lee Butler       |
|    | Inghilterra (bandiera)    | P     | Nigel Spink      |
|    | Inghilterra (bandiera)    | D     | Andrew Comyn     |
|    | Inghilterra (bandiera)    | D     | Kevin Gage       |
|    | Inghilterra (bandiera)    | D     | Derek Mountfield |
|    | Inghilterra (bandiera)    | D     | Chris Price      |
|    | Scozia (bandiera)         | D     | Bernie Gallacher |
|    | Irlanda (bandiera)        | D     | Paul McGrath     |
|    | Danimarca (bandiera)      | D     | Kent Nielsen     |
|    | Cecoslovacchia (bandiera) | D     | Ivo Staš         |
|    | Inghilterra (bandiera)    | C     | Paul Birch       |

| N. |                              | Ruolo | Calciatore             |
| -- | ---------------------------- | ----- | ---------------------- |
|    | Inghilterra (bandiera)       | C     | Mark Blake             |
|    | Inghilterra (bandiera)       | C     | Nigel Callaghan        |
|    | Inghilterra (bandiera)       | C     | Gordon Cowans          |
|    | Inghilterra (bandiera)       | C     | Tony Daley             |
|    | Inghilterra (bandiera)       | C     | Stuart Gray (capitano) |
|    | Inghilterra (bandiera)       | C     | David Platt            |
|    | Inghilterra (bandiera)       | A     | Ian Olney              |
|    | Inghilterra (bandiera)       | A     | Ian Ormondroyd         |
|    | Inghilterra (bandiera)       | A     | Gary Penrice           |
|    | Irlanda (bandiera)           | A     | Tony Cascarino         |
|    | Trinidad e Tobago (bandiera) | A     | Dwight Yorke           |

## Risultati

### Coppa UEFA
| Arbitro: | Nemeth |

|                       |           |  |
| Nielsen 14’ Platt 68’ | Marcatori |  |

| Arbitro: | Spirin |

|                                    |           |  |
| Klinsmann 7’ Berti 62’ Bianchi 74’ | Marcatori |  |